# 1984년 동계 올림픽 칠레 선수단
1984년 동계 올림픽 칠레 선수단은 유고슬라비아 사라예보에서 개최된 1984년 동계 올림픽에 참가한 올림픽 칠레 선수단이다.

## 알파인 스키
- 안드레스 피규로아
- 한스 코스만
- 다이어터 린네버그
- 미규엘 퍼슬

## 참조
- 올림픽 공식 결과 보관됨 2012-02-04 - 웨이백 머신